# Listă de localități din statul Maryland, SUA
Această pagină este o listă a tuturor localităților (municipalități încorporate) din statul Maryland, aranjate în ordine alfabetică. 
| - Accident - Barclay - Barnesville - Barton - Bel Air - Berlin - Berwyn Heights - Betterton - Bladensburg - Boonsboro - Brentwood - Brookeville - Brookview - Burkittsville - Capitol Heights - Cecilton - Centreville - Charlestown - Chesapeake Beach - Chesapeake City - Chestertown - Cheverly - Chevy Chase - Chevy Chase View - Chevy Chase Village | - Church Creek - Church Hill - Clear Spring - Colmar Manor - Cottage City - Deer Park - Delmar - Denton - Eagle Harbor - East New Market - Easton - Edmonston - Eldorado - Elkton - Emmitsburg - Fairmount Heights - Federalsburg - Forest Heights - Friendsville - Funkstown - Galena - Galestown - Garrett Park - Glen Echo - Goldsboro | - Grantsville - Greensboro - Hampstead - Hancock - Harmony - Hebron - Henderson - Highland Beach - Hillsboro - Hurlock - Indian Head - Keedysville - Kensington - Kitzmiller - La Plata - Landover Hills - Laytonsville - Leonardtown - Loch Lynn Heights - Lonaconing - Luke - Manchester - Mardela Springs - Marydel - Middletown | - Midland - Millington - Morningside - Mount Airy - Mountain Lake Park - Myersville - New Market - New Windsor - North Beach - North Brentwood - North East - Oakland - Ocean City - Oxford - Perryville - Pittsville - Poolesville - Port Deposit - Port Tobacco Village - Preston - Princess Anne - Queen Anne - Queenstown - Ridgely - Rising Sun | - Riverdale Park - Rock Hall - Scaggsville - Secretary - Sharpsburg - Sharptown - Smithsburg - Snow Hill - Somerset - St. Michaels - Sudlersville - Sykesville - Templeville - Thurmont - Trappe - Union Bridge - University Park - Upper Marlboro - Vienna - Walkersville - Washington Grove - Westernport - Willards - Williamsport - Woodsboro |  |